# 개일국민학교
개일국민학교는 경상북도 청송군 현동면 개일리에 있었던 국민학교이다.

## 연혁
- 일자미상 도평국민학교 개일분교 설립 인가
- 1948년 9월 6일 개일분교장 개교
- 1949년 8월 20일 국민학교 승격 인가
- 1949년 9월 3일 개일국민학교 승격 분리
- 1990년 1월 23일 병설유치원 개원
- 1992년 ?월 ??일 제39회 졸업식, 11명 졸업(누계: 1,893명)
- 1992년 9월 1일 폐교 및 도평국민학교 통폐합